# Le Phénix (salle de spectacle)
Pour les articles homonymes, voir Le Phénix et Phoenix.
Résidence
Le phénix est la scène nationale de Valenciennes dans le Nord créée en 1998. Elle propose trois grandes disciplines du spectacle vivant : le théâtre, la musique et la danse.

## Historique
Issu du processus de décentralisation culturelle proposée par le ministère de la culture dès les années 1960, le phénix est aidé par l'État (ministère de la Culture représenté par la direction régionale des affaires culturelles) et les collectivités locales (Ville ou leur regroupement, Département, Région).
Le phénix est inauguré le 26 janvier 1998, après 2 ans de travaux. Il propose deux salles de spectacle (grand théâtre 750 places – studio 190 places), un espace de répétition, un restaurant et un espace d’exposition.
En 2009, sont mis en place les ateliers nomades. En 2016 s'ouvre le Pôle Européen de Création.